# Рибна на Здобњици
Рибна на Здобњици (чеш. Rybná nad Zdobnicí) је насељено мјесто са административним статусом сеоске општине (чеш. obec) у округу Рихнов на Књежној, у Краловехрадечком крају, Чешка Република.

## Становништво
Према подацима о броју становника из 2014. године насеље је имало 431 становника.